# Ganino (Kaliningrad)
Ganino (russisch Ганино, deutsch Gnottau, litauisch Gnytuva) ist ein Ort in der russischen Oblast Kaliningrad. Er gehört zur kommunalen Selbstverwaltungseinheit Stadtkreis Tschernjachowsk im Rajon Tschernjachowsk. Laut der letzten Volkszählung von 2010 ist der Ort verlassen.

## Geographische Lage
Ganino liegt am Ostufer des Baches Auer (russisch: Torfjanka) und 20 Kilometer westlich der Stadt Tschernjachowsk (Insterburg).  In den Ort, der über keine Bahnanbindung verfügt, führt eine Stichstraße aus Kamenskoje (Saalau).

## Geschichte
Das vor 1946 Gnottau genannte Gutsdorf erlebte seine Gründung wohl im Jahre 1353. Am 11. März 1874 wurde Gnottau Amtsdorf (Sitz des Amtsvorstehers) und damit namensgebend für einen Amtsbezirk, der bis 1939 bestand und zum Kreis Insterburg im Regierungsbezirk Gumbinnen der preußischen Provinz Ostpreußen gehörte. Am 6. Mai 1895 wurde die Landgemeinde Schukischken in den Gutsbezirk Gnottau eingegliedert. 1910 betrug die Einwohnerzahl 158.
Am 30. September 1928 schlossen sich die Landgemeinde Paplacken und Paschmackern (heute nicht mehr existent) mit dem Gutsbezirk Gnottau zur neuen Landgemeinde Gnottau zusammen. Die Einwohnerzahl stieg bis 1933 auf 246 und fiel 1939 auf noch 187 ab. Am 1. März 1939 vereinigten sich die Amtsbezirke Gnottau und Saalau (heute russisch: Kamenskoje) zum neuen Amtsbezirk Saalau.
In Folge des Zweiten Weltkrieges kam Gnottau 1945 mit dem nördlichen Ostpreußen zur Sowjetunion. 1950 erhielt der Ort die russische Bezeichnung „Ganino“ und wurde dem Dorfsowjet Kamenski selski sowjet im Rajon Tschernjachowsk zugeordnet. Von 2008 bis 2015 gehörte Ganino zur Landgemeinde Kamenskoje selskoje posselenije und seither zum Stadtkreis Tschernjachowsk.

### Amtsbezirk Gnottau (1874–1939)
Der 1874 neu errichtete Amtsbezirk Gnottau bestand anfangs aus acht Landgemeinden (LG) bzw. Gutsbezirken (GB):
| Name                                         | Russischer Name | Bemerkungen                                  |
| -------------------------------------------- | --------------- | -------------------------------------------- |
| Albrechtshöfen (LG)                          |                 | 1939 nach Wirbeln eingegliedert              |
| Berßienen (GB), 1938–1946: Berlacken         |                 | 1928 in die LG Schmackerlauken eingegliedert |
| Gnottau (GB)                                 | Ganino          | 1939 in eine Landgemeinde umgewandelt        |
| Paplacken (LG)                               |                 | 1928 in die LG Gnottau eingegliedert         |
| Paschmackern (LG)                            |                 | 1928 in die LG Gnottau eingegliedert         |
| Schmackerlauken (LG), 1938–1946: Schmackerau | Wachruschewo    |                                              |
| Schukischken (LG)                            |                 | 1895 in den GB Gnottau eingegliedert         |
| Wirbeln (LG)                                 | Schaworonkowo   |                                              |

Als sich am 1. März 1939 der Amtsbezirk Gnottau mit dem Amtsbezirk Saalau vereinigte, gehörten noch drei Gemeinden zum Bezirk Gnottau: Gnottau, Schmackerau und Wirbeln.

## Kirche
Die Bevölkerung Gnottaus war vor 1945 mehrheitlich evangelischer Konfession und gehörte zum Kirchspiel der Kirche Saalau im Kirchenkreis Insterburg in der Kirchenprovinz Ostpreußen der Kirche der Altpreußischen Union. Heute liegt Ganino im Einzugsbereich der in den 1990er Jahren neu entstandenen evangelisch-lutherischen Gemeinde in Talpaki (Taplacken), einer Filialgemeinde der Auferstehungskirche in Kaliningrad (Königsberg) in der Propstei Kaliningrad der Evangelisch-lutherischen Kirche Europäisches Russland.